# コルダイテス
コルダイテス（Cordaites）は裸子植物の属で、すでに絶滅し化石として見出される。コルダボク（コルダ木）ともいう。
石炭紀中期からペルム紀初期にかけて栄えた木本で、石炭中に特に多く見出される。時として根の間に汽水性の二枚貝や甲殻類が見つかり、海成層にも葉が見出されることから、海に近い湿地に生育していたと考えられる。この類の種子も径1cmほどになるためよく見つかり、Cardiocarpus と命名されている。葉は長楕円形で平行脈を持ち、現生の球果植物の一部のもの（ナギなど）にやや似ている。球果植物あるいはイチョウ類に類縁があるとも言われている。